# Yonny Peralta
Yonny Michel Peralta Godoy (Paysandú, Uruguay, 4 de abril de 1984) es un futbolista uruguayo. Juega de lateral izquierdo y su equipo actual es el Liverpool de la Primera División de Uruguay.

## Clubes
| Club              | País      | Año           |
| ----------------- | --------- | ------------- |
| Newell's Old Boys | Argentina | 2007-2008     |
| Miramar Misiones  | Uruguay   | 2009-2010     |
| Peñarol           | Uruguay   | 2011          |
| Liverpool         | Uruguay   | 2012-presente |